# Birgitta Trotzig
Birgitta Trotzig (ur. 11 września 1929 w Göteborgu, zm. 14 maja 2011 w Lund) – szwedzka powieściopisarka, eseistka i poetka, członkini Akademii Szwedzkiej w latach 1993-2011.

## Życiorys
Wychowała się jako jedyne dziecko Oskara Kjelléna i Astri z domu Rodhe. Wraz z rodziną przeniosła się do Kristianstad w południowo-wschodniej części kraju. W 1948 roku ukończyła szkołę średnią i w 1949 wróciła do miasta urodzenia studiować literaturę i sztukę na Uniwersytecie w Göteborgu. W tym samym roku poślubiła artystę Ulfa Trotziga. Studia rzuciła by napisać swoją pierwszą powieść; w 1955 przyjęła katolicyzm. 
W latach 1955–1969 mieszkała w Paryżu, następnie z mężem i trójką dzieci przeniosła się do Lund. Debiutowała w 1951 roku książką Ur de älskandes liv (Od życia tamtego kto kocha) o kilku młodych samotnych artystkach. W 1957 ukazała się jedna z jej największych powieści, De utsatta (Odsłonięty), której akcja toczy się w XVII-wiecznej Skanii, a jej bohaterem jest prymitywny wiejski ksiądz. W swoich powieściach moralistycznych tworzonych w duchu katolicyzmu Trotzig przedstawiała ludzkie dylematy, traktowała o ludzkim cierpieniu, zdradzie, poczuciu winy, ubóstwie, samotnych matkach i poniżeniu. Choć postrzegała te tematy z chrześcijańskiej perspektywy, jej opis sytuacji człowieka na świecie i pesymizm dotyczący natury Boga był bardziej w stylu francuskiego egzystencjalizmu niż myśli chrześcijańskiej. W 1961 opublikowała powieść En berättelse från kusten (Między niebem a morzem; wyd. pol. 1971), w 1966 Barbarę (wyd. pol. 1976), a w 1972 Sjukdomen. Jest również autorką opowiadań Levande och döda (Żywi i martwi) z 1964 i Kejsarents tid: Sagor (W epoce cesarza) z 1975, ukazujących etyczno-religijne uwikłania ludzi. 
Oprócz przeszło dwudziestu powieści oraz poezji pisała artykuły o sztuce, literaturze i polityce: wydane m.in. w antologiach Utkast och förslag (1962) oraz Jaget och världen (1977).
Uhonorowana licznymi nagrodami, m.in. Nagrodą Doblouga z 1970 roku, nagrodę im. Selmy Lagerlöf w 1984 roku oraz Övralidspriset w 1997 roku. Zmarła po długiej chorobie.